# SKYhigh Dominicana
Sky High Aviation Services S.A. (conocida comercialmente como SKYhigh Dominicana) es una aerolínea de pasajeros y cargo con sede en Santo Domingo, República Dominicana que opera vuelos regulares en el Caribe y Estados Unidos, con una amplia flota de jets. Desde su fundación en 2012, la aerolínea ha acumulado más de 14 años de operación ininterrumpida, consolidándose como un referente en la aviación dominicana.
La aerolínea se ha posicionado como un puente entre culturas y destinos, contribuyendo al desarrollo del turismo y el comercio en la región.

## Servicios
SKYhigh Airlines opera a más de 14 destinos, conectando República Dominicana, el resto del Caribe y Estados Unidos. Con más de 32 vuelos a la semana desde y hacia el Aeropuerto Internacional Las Américas y el Aeropuerto Internacional de Punta Cana.  
Los vuelos incluyen servicios como equipaje registrado sin costo adicional, snacks a bordo y atención al cliente personalizada.  
Destinos programados:
| Países                               | Destinos         | Aeropuertos                                        |
| ------------------------------------ | ---------------- | -------------------------------------------------- |
| Anguila                              | The Valley       | Aeropuerto Internacional Clayton J. Lloyd          |
| Antigua y Barbuda                    | Saint John       | Aeropuerto Internacional V. C. Bird                |
| Aruba                                | Oranjestad       | Aeropuerto Internacional Reina Beatrix             |
| Bonaire                              | Kralendijk       | Aeropuerto Internacional Flamingo                  |
| Cuba                                 | La Habana        | Aeropuerto Internacional José Martí                |
| Cuba                                 | Santiago de Cuba | Aeropuerto Internacional de Santiago de Cuba       |
| Curazao                              | Willemstad       | Aeropuerto Internacional Hato                      |
| Estados Unidos                       | Miami            | Aeropuerto Internacional de Miami                  |
| Guadalupe                            | Pointe-à-Pitre   | Aeropuerto Internacional Pointe-à-Pitre            |
| Guyana                               | Georgetown       | Aeropuerto Internacional Cheddi Jagan              |
| Islas Vírgenes de los Estados Unidos | Santo Tomás      | Aeropuerto Internacional Cyril E. King             |
| Martinica                            | Fort-de-France   | Aeropuerto Internacional de Martinica Aimé Césaire |
| Puerto Rico                          | San Juan         | Aeropuerto Internacional Luis Muñoz Marín          |
| República Dominicana                 | Santo Domingo    | Aeropuerto Internacional de Las Américas (HUB)     |
| República Dominicana                 | Punta Cana       | Aeropuerto Internacional de Punta Cana             |
| San Cristóbal y Nieves               | Basseterre       | Aeropuerto Internacional Robert L. Bradshaw        |
| Total: 16 destinos en 14 países.     |                  |                                                    |

### Antiguos destinos
| Países                               | Destinos             | Aeropuertos                                   |
| ------------------------------------ | -------------------- | --------------------------------------------- |
| Islas Vírgenes Británicas            | Beef Island, Tórtola | Aeropuerto Internacional Terrance B. Lettsome |
| Islas Vírgenes de los Estados Unidos | Santa Cruz           | Aeropuerto Internacional Henry E. Rohlsen     |
| San Eustaquio                        | Oranjestad           | Aeropuerto F. D. Roosevelt                    |
| Santa Lucía                          | Castries             | Aeropuerto George F. L. Charles               |
| San Martín                           | Philipsburg          | Aeropuerto Internacional Princesa Juliana     |

## Flota

### Flota actual
SKYhigh es la primer operador en el Caribe en utilizar aviones Embraer. La flota de la aerolínea consta de los siguientes aviones:
| Aeronaves       | En servicio | Pedidos | Pasajeros                                        | Pasajeros                                        | Pasajeros                                        | Matrículas                                       | Antigüedad                                       |
| Aeronaves       | En servicio | Pedidos | C                                                | Y                                                | Total                                            | Matrículas                                       | Antigüedad                                       |
| --------------- | ----------- | ------- | ------------------------------------------------ | ------------------------------------------------ | ------------------------------------------------ | ------------------------------------------------ | ------------------------------------------------ |
| Boeing 737-300F | 2           | —       | Carga                                            | Carga                                            | Carga                                            | HI1063                                           | 38,4 años                                        |
| Boeing 737-300F | 2           | —       | Carga                                            | Carga                                            | Carga                                            | HI1089                                           | 34 años                                          |
| Boeing 737-400F | 1           | —       | Carga                                            | Carga                                            | Carga                                            | HI1062                                           | 36,1 años                                        |
| Boeing 767-200F | —           | 1       | Carga                                            | Carga                                            | Carga                                            | ??                                               | 40,4 años                                        |
| Embraer ERJ-190 | 5           | —       | 9                                                | 88                                               | 97                                               | HI1091                                           | 17,7 años                                        |
| Embraer ERJ-190 | 5           | —       | 9                                                | 88                                               | 97                                               | HI1074                                           | 17,4 años                                        |
| Embraer ERJ-190 | 5           | —       | 9                                                | 88                                               | 97                                               | HI1090                                           | 17,4 años                                        |
| Embraer ERJ-190 | 5           | —       | 9                                                | 88                                               | 97                                               | P4-KCI                                           | 12,2 años                                        |
| Embraer ERJ-190 | 5           | —       | 9                                                | 88                                               | 97                                               | P4-KCK                                           | 11,3 años                                        |
| Total           | 8           | 1       | Edad media de la flota (abril de 2025): 25 años. | Edad media de la flota (abril de 2025): 25 años. | Edad media de la flota (abril de 2025): 25 años. | Edad media de la flota (abril de 2025): 25 años. | Edad media de la flota (abril de 2025): 25 años. |

### Flota histórica
| Aeronaves                      | Total | Introducido | Retirado | Matrículas              |
| ------------------------------ | ----- | ----------- | -------- | ----------------------- |
| Beechcraft 1900                | 2     | 2016        | 2023     | HI1007 y HI1017         |
| Beechcraft Modelo 99 Airliner  | 2     | 2014        | 2016     | HI950 y HI950           |
| British Aerospace Jetstream 41 | 2     | 2018        | 2019     | HI1038 y HI1013         |
| Britten-Norman Islander        | 2     | 2010        | 2016     | HI-787 y HI-787         |
| Embraer ERJ-145                | 3     | 2018        | 2023     | HI1024, HI1052 y HI1053 |
| Embraer ERJ-175                | 2     | 2023        | 2025     | HI1087 y HI1088         |
| Piper PA-32 Cherokee Six       | 1     | 2013        | 2015     | HI482                   |
| Beechcraft Baron-55            | 1     | 2009        | 2012     | HI910                   |

## Logros y reconocimientos
- Celebración de su 14° aniversario en 2024, destacando una trayectoria de crecimiento y compromiso con la región.
- Reconocida por su contribución al turismo y la conectividad en el Caribe.
- Ampliación de rutas y adopción de tecnologías sostenibles en sus operaciones.
- Reconocimiento de Mercado (MET / Best)